# Đồng Nai
Đồng Nai là một tỉnh thuộc vùng Đông Nam Bộ, Việt Nam.
Theo dữ liệu Sáp nhập tỉnh, thành Việt Nam 2025, 	Đồng Nai	có diện tích: 	12.737	km²,	xếp thứ	9; dân số:	4.491.408	người,	xếp thứ	5; GRDP 2024: 	609.176.602	triệu VNĐ, xếp thứ	4; thu ngân sách 2024:	73.458.454	triệu VNĐ, xếp thứ	4; thu nhập bình quân:	78,04	triệu VNĐ/năm, 	xếp thứ	4.

## Địa lý

### Vị trí địa lý
Tỉnh Đồng Nai nằm trong vùng kinh tế trọng điểm Nam bộ. Đồng Nai có tọa độ từ 10o30'03B đến 11o34'57B và từ 106o45'30Đ đến 107o35'00"Đ, có vị trí địa lý:
- Phía đông giáp tỉnh Lâm Đồng
- Phía tây giáp Thành phố Hồ Chí Minh và tỉnh Tây Ninh
- Phía nam giáp Thành phố Hồ Chí Minh
- Phía bắc giáp các tỉnh Tbong Khmum, Kratié và Mondulkiri của Campuchia.

Tỉnh được xem là một cửa ngõ đi vào vùng kinh tế trọng điểm Nam bộ - vùng kinh tế phát triển và năng động nhất cả nước. Đồng thời, Đồng Nai là một trong 4 góc nhọn của Tứ giác phát triển Thành phố Hồ Chí Minh nay gồm (Bình Dương - Bà Rịa – Vũng Tàu) - Đồng Nai. Dân cư tập trung phần lớn ở Biên Hòa với hơn 1 triệu dân và ở 2 huyện Trảng Bom, Long Thành.
Trung tâm hành chính của tỉnh là thành phố Biên Hòa, cách trung tâm Thành phố Hồ Chí Minh khoảng 30 km, cách trung tâm thủ đô Hà Nội khoảng 1684 km theo đường Quốc lộ 1. Đây là thành phố trực thuộc tỉnh có dân số đông nhất cả nước, với quy mô dân số tương đương với 2 thành phố trực thuộc trung ương là Đà Nẵng và Cần Thơ.

### Điều kiện thiên nhiên

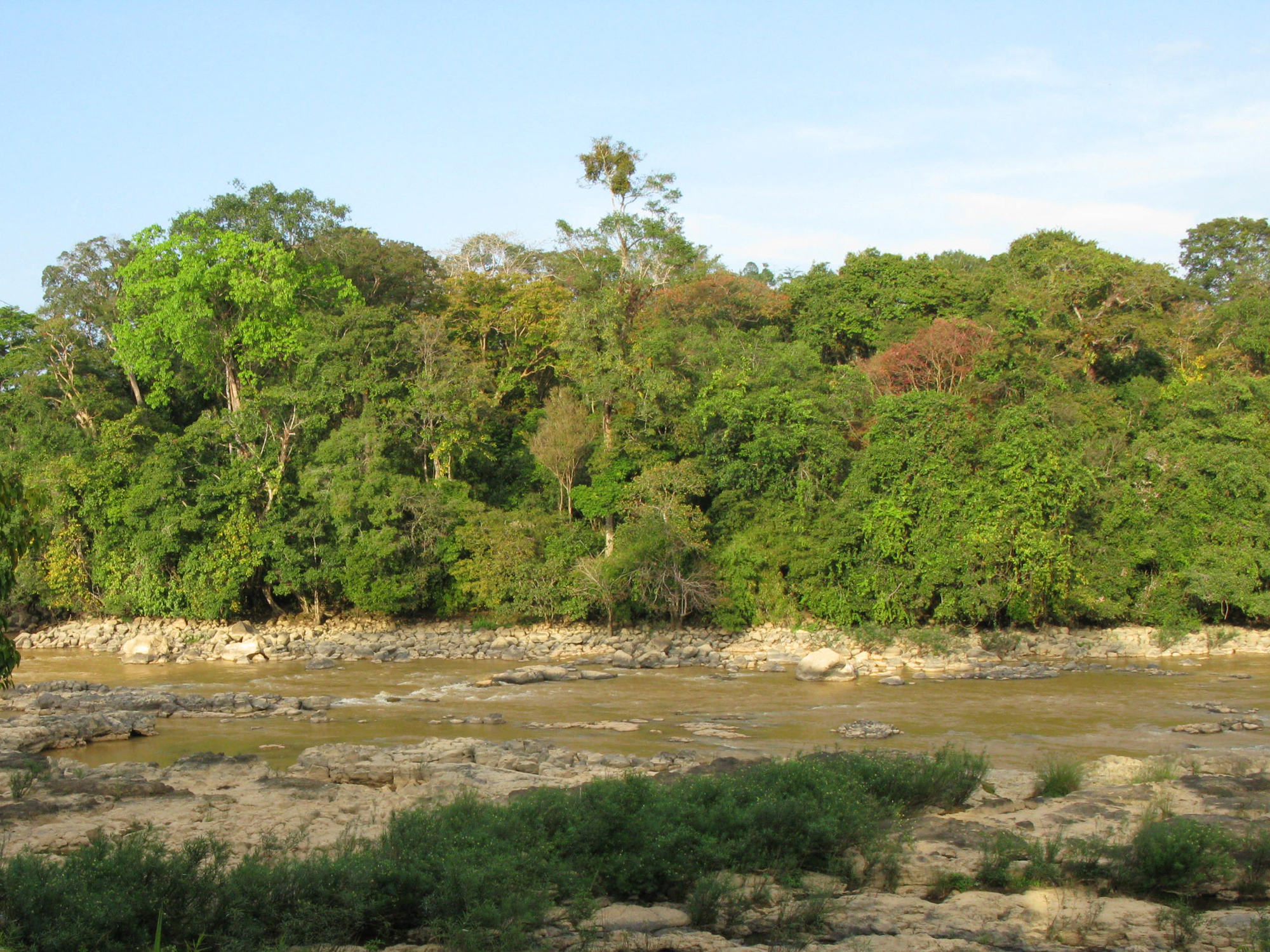
Vườn Quốc gia Nam Cát Tiên

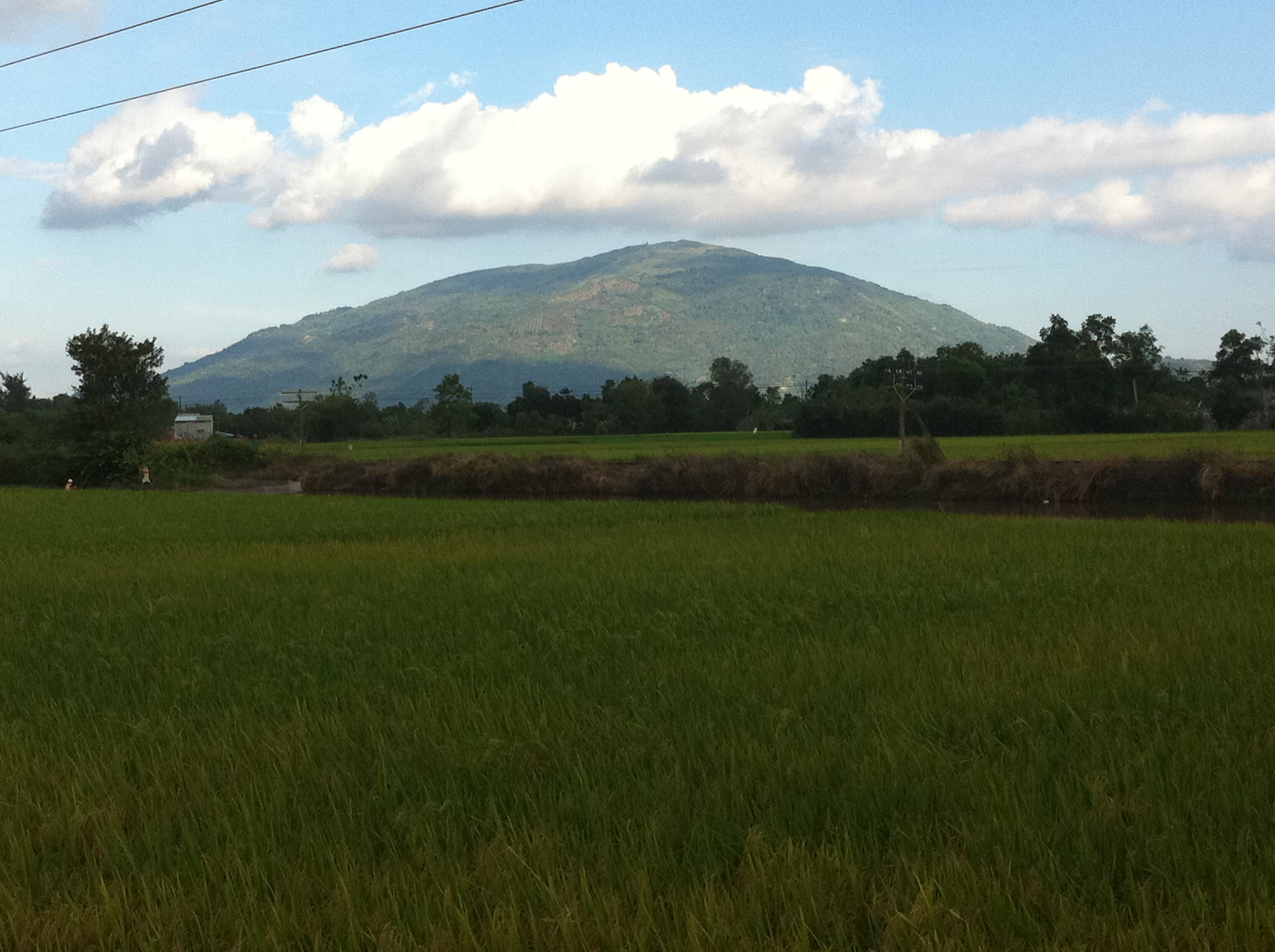
Núi Chứa Chan ở huyện Xuân Lộc

Tỉnh Đồng Nai có địa hình vùng đồng bằng và trung du với những núi sót rải rác, có xu hướng thấp dần theo hướng bắc nam, với địa hình tương đối bằng phẳng. Địa hình có thể chia làm các dạng là địa hình đồng bằng, địa hình trũng trên trầm tích đầm lầy biển, địa đồi lượn sóng, dạng địa hình núi thấp, đất phù sa, đất gley và đất cát có địa hình bằng phẳng, nhiều nơi trũng ngập nước quanh năm. Đất đen, nâu, xám hầu hết có độ dốc nhỏ hơn 8o, đất đỏ hầu hết nhỏ hơn 15o. Riêng đất tầng mỏng và đá bọt có độ dốc cao. Tỉnh Đồng Nai có quỹ đất phong phú và phì nhiêu. Có 10 nhóm đất chính, tuy nhiên theo nguồn gốc và chất lượng đất có thể chia thành 3 nhóm chung gồm: các loại đất hình thành trên đá bazan, các loại đất hình thành trên phù sa cổ và trên đá phiến sét, các loại đất hình thành trên phù sa mới. Trong tổng diện tích tự nhiên, diện tích đất nông nghiệp chiếm 49,1%, diện tích đất lâm nghiệp chiếm 30,4%, diện tích đất chuyên dùng chiếm 13%, diện tích đất khu dân cư chiếm 2,1%, diện tích đất chưa sử dụng chiếm 5,4%.
Khí hậu Đồng Nai là khí hậu nhiệt đới gió mùa, có hai mùa tương phản nhau là mùa khô và mùa mưa. Mùa khô thường bắt đầu từ tháng 12 đến tháng 4 năm sau, mùa mưa kéo dài từ tháng 5 đến tháng 11. Khoảng kết thúc mùa mưa dao động từ đầu tháng 10 đến tháng 12. Nhiệt độ trung bình năm 25 – 27 °C, nhiệt độ cao cực trị khoảng 40 °C và thấp cực trị 12,5 °C và số giờ nắng trong năm 2.500 – 2.700 giờ, độ ẩm trung bình luôn cao 80 – 82%.
Rừng Đồng Nai có đặc trưng cơ bản của của rừng nhiệt đới, có tài nguyên động, thực vật phong phú đa dạng, tiêu biểu là vườn quốc gia Nam Cát Tiên. Tài nguyên khoáng sản khá phong phú về chủng loại như kim loại quý, kim loại màu, đá quý, nguyên liệu gốm sứ, vật liệu xây dựng, phụ gia xi măng, than bùn, nước khoáng và nước nóng,...

## Lịch sử

### Những cư dân sớm nhất
Loài người đã cư trú trên vùng đất Đồng Nai từ khoảng 600 nghìn đến 700 nghìn năm trước Công nguyên, với những di tích sớm nhất là các công cụ ghè đẽo hai mặt giống rìu tay thuộc thời kỳ đồ đá cũ. Trên địa bàn tỉnh Bình Phước trước đây, các nhà khảo cổ đã phát hiện được một số di tích có niên đại từ 100 nghìn đến 150 nghìn năm về trước. Vào thời kỳ này, những cư dân sống dựa vào việc săn bắt và hái lượm.
Đến thời kỳ đồ đá mới, cư dân nơi đây đã mở rộng địa bàn cư trú và bắt đầu định cư lâu dài ở một khu vực nhất định. Các cư dân bắt đầu trồng lúa, nhiều loại cây ăn quả, cây lấy củ và chăn nuôi nhiều loài động vật. Nghề thủ công phát triển, nhất là nghề chế tác đá và làm gốm.
Khoảng hơn 4000 năm trước, nền văn hóa Đồng Nai xuất hiện. 

### Nam tiến
Lịch sử của Đồng Nai gắn liền với lịch sử của vùng đất Nam Bộ. Nước Đại Việt lúc bấy giờ chỉ từ ải Nam Quan đến vùng Bắc Đèo Ngang (Hà Tĩnh ngày nay). Việc mở rộng được bắt đầu khi có những giao tranh giữa Đại Việt và vương quốc Chăm Pa láng giềng lúc bấy giờ.
Để mở rộng bờ cõi về phía Nam, nước Đại Việt lúc bấy giờ đã biết tổ chức một quân đội tốt, hùng hậu và có chiến lược nhu lẫn cương để thực hiện mưu đồ Nam tiến của mình.
Nước Việt Nam lúc bấy giờ xảy ra giao tranh giữa vua Lê - Chúa Trịnh và Chúa Nguyễn, lịch sử vẫn gọi là thời kỳ Trịnh - Nguyễn phân tranh, đây là cuộc phân tranh tạo ra tình trạng cát cứ trong lịch sử Việt Nam. Cuộc sống của người dân đói khổ và lâm vào lầm than. Điều này tạo ra một làn sóng di dân ồ ạt đầu tiên từ Bắc vào Nam, trong đó có làn sóng di dân của miền Thuận Quảng vào Đồng Nai tìm đất sinh sống và tái lập nghiệp.
Năm 1621, Chúa Sãi (Nguyễn Phúc Nguyên) sai sứ sang gặp vua Chân Lạp Chey Chetta II, yêu cầu cho người Việt vào sinh sống, buôn bán ở Đồng Nai. Người Việt di cư đến đâu thì khai khẩn và phá hoang lấy đất canh tác đến đó tạo nên vùng đất trù phú. Ruộng lúa, hoa màu xanh tốt.
Năm 1679, nhà Minh ở Trung Quốc sụp đổ, Tổng binh Trần Thượng Xuyên trấn thủ các châu Cao, Lôi, Liêm không khuất phục nhà Thanh đã đem 50 chiến thuyền, 3.000 binh lính thân tín và gia quyến đến xin thuần phục chúa Nguyễn ở Thuận Hóa. Lúc bấy giờ, đứng đầu nhà Nguyễn là Chúa Nguyễn Phúc Tần đã thu nhận họ và cho vào khai khẩn, mở mang vùng đất Đông Phố  (Cù lao Phố ngày nay). Họ biến Cù Lao Phố trên sông Đồng Nai trở thành một thương cảng sầm uất và phát triển.
Năm Mậu Dần 1698, chúa Nguyễn sai Thống suất Chưởng cơ Lễ Thành Hầu Nguyễn Hữu Cảnh vào kinh lược vùng đất Đồng Nai (lúc này, từ Đồng Nai hay vùng đất Đồng Nai là ám chỉ cả một vùng Nam Bộ rộng lớn của bây giờ), đặt vùng đất mới thành phủ Gia Định, chia làm 2 huyện: huyện Phước Long (Đồng Nai) dựng dinh Trấn Biên, huyện Tân Bình (Sài Gòn) dựng dinh Phiên Trấn. Ngoài ra, Nguyễn Hữu Cảnh còn cho lập bộ đinh, bộ điền, chiêu mộ những người có vật lực từ các vùng khác vào lập nghiệp và phát triển kinh tế.
Năm 1802, dinh Trấn Biên được vua Gia Long đổi thành trấn Biên Hòa, nhưng vẫn thuộc phủ Gia Định. Năm 1808, trấn Biên Hòa thuộc thành Gia Định, đặt Phước Long thành phủ, đặt ra các tổng Phước Chính, Phước An, Bình An, Long Thành làm huyện. Năm 1836, trấn Biên Hòa được vua Minh Mạng đổi thành tỉnh Biên Hoà. Năm 1837, lập thêm hai phủ Phước Tuy và các huyện Nghĩa An, Long Khánh, Phước Bình.

### Thời kỳ Pháp thuộc
Vào năm 1840, đặt thêm bốn phủ là Tân Định, Tân Bình, Tân Lợi và Tân Thuận. Năm 1851, Vua Tự Đức nhập hai huyện Phước Bình và Long Khánh vào các phủ Phước Long và Phước Tuy. Năm 1882, sau khi Hòa ước Nhâm Tuất được ký, lúc này triều đình Nhà Nguyễn cắt đất giao 3 tỉnh Gia Định, Định Tường và Biên Hoà cho Pháp. Sau đó, Pháp chia Biên Hòa thành ba tỉnh là Biên Hòa, Thủ Dầu Một và Bà Rịa. Đến thời Việt Nam Cộng hòa, đất Đồng Nai được chia làm 3 tỉnh là Biên Hòa, Long Khánh, Phước Tuy.
Đầu năm 1975, hợp nhất 3 tỉnh này thành lập tỉnh Đồng Nai, tỉnh lỵ đặt tại thị xã Biên Hòa.

### Sau thống nhất
Năm 1976, chuyển thị xã Biên Hòa thành thành phố Biên Hòa - đô thị loại 3, trực thuộc tỉnh Đồng Nai. Ban đầu, tỉnh Đồng Nai có tỉnh lị là thành phố Biên Hòa, thị xã Vũng Tàu và 9 huyện: Châu Thành, Duyên Hải, Long Đất, Long Thành, Tân Phú, Thống Nhất, Vĩnh Cửu, Xuân Lộc, Xuyên Mộc.
Ngày 23 tháng 12 năm 1978, sáp nhập xã Hố Nai 1 và xã Hố Nai 2 của huyện Thống Nhất vào thành phố Biên Hòa.
Ngày 29 tháng 12 năm 1978, chuyển huyện Duyên Hải về Thành phố Hồ Chí Minh quản lý theo nghị quyết của kỳ họp thứ 4 Quốc hội khóa VI.
Ngày 30 tháng 5 năm 1979, điều chỉnh địa giới hành chính thị xã Vũng Tàu và xã Long Sơn thuộc huyện Châu Thành để thành lập đặc khu Vũng Tàu - Côn Đảo trực thuộc Trung Ương.
Ngày 23 tháng 12 năm 1985, chuyển huyện Vĩnh Cửu thành thị xã Vĩnh An.
Ngày 10 tháng 4 năm 1991, điều chỉnh một phần diện tích tự nhiên và quy mô dân số của huyệnXuân Lộc để thành lập huyện Long Khánh; điều chỉnh một phần diện tích tự nhiên và quy mô dân số của huyện Tân Phú để thành lập huyện Định Quán.
Đến năm 1991, tỉnh Đồng Nai có 11 đơn vị hành chính gồm: thành phố Biên Hòa (tỉnh lỵ), thị xã Vĩnh An và 9 huyện: Châu Thành, Định Quán, Long Đất, Long Khánh, Long Thành, Tân Phú, Thống Nhất, Xuân Lộc, Xuyên Mộc.
Ngày 12 tháng 8 năm 1991, kỳ họp thứ 9 Quốc hội khóa VIII ra nghị quyết tách 3 huyện: Châu Thành, Long Đất, Xuyên Mộc để sáp nhập với đặc khu Vũng Tàu - Côn Đảo thành tỉnh Bà Rịa – Vũng Tàu. Tỉnh Đồng Nai còn lại 1 thành phố, 1 thị xã và 6 huyện.
Năm 1993, thành phố Biên Hòa được công nhận là đô thị loại II, trực thuộc tỉnh Đồng Nai.
Ngày 23 tháng 6 năm 1994, điều chỉnh một phần diện tích tự nhiên và quy mô dân số của huyện Long Thành để thành lập huyện Nhơn Trạch.
Ngày 29 tháng 8 năm 1994, giải thể thị xã Vĩnh An để tái lập huyện Vĩnh Cửu.
Ngày 21 tháng 8 năm 2003, Chính phủ ban hành Nghị định số 97/2003/NĐ-CP, giải thể huyện Long Khánh để thành lập thị xã Long Khánh và huyện Cẩm Mỹ, điều chỉnh một phần diện tích tự nhiên và quy mô dân số của huyện Thống Nhất để thành lập huyện Trảng Bom. Đến thời điểm này, tỉnh Đồng Nai có 1 thành phố, 1 thị xã và 9 huyện.
Ngày 30 tháng 12 năm 2015, Thủ tướng Chính phủ ban hành Quyết định số 2488/QĐ-TTg công nhận thành phố Biên Hòa là đô thị loại I trực thuộc tỉnh Đồng Nai.
Ngày 1 tháng 6 năm 2019, chuyển thị xã Long Khánh thành thành phố Long Khánh. Tỉnh Đồng Nai có 2 thành phố và 9 huyện.
Ngày 12 tháng 6 năm 2025, Quốc hội ban hành Nghị quyết số 202/2025/QH15 về việc sắp xếp đơn vị hành chính cấp tỉnh (nghị quyết có hiệu lực từ ngày 12 tháng 6 năm 2025). Theo đó, sáp nhập tỉnh Bình Phước vào tỉnh Đồng Nai.
Sau khi sáp nhập, tỉnh Đồng Nai có 12.737,18 km² diện tích tự nhiên và quy mô dân số là 4.491.408 người.

## Hành chính
Tỉnh Đồng Nai được chia thành 95 đơn vị hành chính cấp xã, bao gồm 23 phường và 72 xã.
| Tên         | Diện tích (km²) | Dân số (người) |
| ----------- | --------------- | -------------- |
| Phường (23) |                 |                |
| An Lộc      | 88,74           | 35.531         |
| Bảo Vinh    | 50,85           | 36.989         |
| Biên Hòa    | 21,46           | 74.919         |
| Bình Long   | 49,14           | 41.048         |
| Bình Lộc    | 77,21           | 36.195         |
| Bình Phước  | 86,38           | 111.440        |
| Chơn Thành  | 124,41          | 41.500         |
| Đồng Xoài   | 81,33           | 35.887         |
| Hàng Gòn    | 45,60           | 24.931         |
| Hố Nai      | 22,85           | 78.902         |
| Long Bình   | 44,91           | 168.614        |
| Long Hưng   | 32,40           | 74.184         |
| Long Khánh  | 21,32           | 77.070         |
| Minh Hưng   | 99,67           | 34.123         |
| Phước Bình  | 72,57           | 44.771         |
| Phước Long  | 71,87           | 33.145         |
| Phước Tân   | 42,82           | 64.181         |
| Tam Hiệp    | 10,81           | 139.441        |
| Tam Phước   | 45,09           | 48.313         |
| Tân Triều   | 63,29           | 101.608        |
| Trảng Dài   | 37,29           | 104.972        |
| Trấn Biên   | 31,03           | 197.060        |
| Xuân Lập    | 29,19           | 18.947         |

| Tên        | Diện tích (km²) | Dân số (người) |
| ---------- | --------------- | -------------- |
| Xã (72)    |                 |                |
| An Phước   | 58,32           | 59.666         |
| An Viễn    | 47,74           | 24.150         |
| Bàu Hàm    | 97,50           | 55.559         |
| Bình An    | 59,41           | 25.506         |
| Bình Minh  | 36,68           | 83.354         |
| Bình Tân   | 190,89          | 28.642         |
| Bom Bo     | 245,87          | 27.064         |
| Bù Đăng    | 156,14          | 32.145         |
| Bù Gia Mập | 342,51          | 8.274          |
| Cẩm Mỹ     | 113,14          | 45.728         |
| Dầu Giây   | 98,87           | 71.921         |
| Đa Kia     | 196,25          | 31.752         |
| Đại Phước  | 98,02           | 55.364         |
| Đak Lua    | 415,13          | 8.234          |
| Đak Nhau   | 182,47          | 23.685         |
| Đăk Ơ      | 246,49          | 19.369         |
| Định Quán  | 295,82          | 85.523         |
| Đồng Phú   | 138,66          | 45.557         |
| Đồng Tâm   | 248,72          | 35.573         |
| Gia Kiệm   | 82,72           | 79.274         |
| Hưng Phước | 187,19          | 12.427         |
| Hưng Thịnh | 57,64           | 57.825         |
| La Ngà     | 133,45          | 33.311         |

| Tên          | Diện tích (km²) | Dân số (người) |
| ------------ | --------------- | -------------- |
| Long Hà      | 168,38          | 27.614         |
| Long Phước   | 81,83           | 42.453         |
| Long Thành   | 130,12          | 93.006         |
| Lộc Hưng     | 99,02           | 26.600         |
| Lộc Ninh     | 67,42           | 32.213         |
| Lộc Quang    | 104,95          | 26.314         |
| Lộc Tấn      | 183,36          | 23.697         |
| Lộc Thành    | 206,10          | 15.338         |
| Lộc Thạnh    | 125,49          | 10.339         |
| Minh Đức     | 167,11          | 16.944         |
| Nam Cát Tiên | 82,93           | 15.922         |
| Nghĩa Trung  | 222,04          | 32.897         |
| Nha Bích     | 137,06          | 22.278         |
| Nhơn Trạch   | 108,04          | 78.589         |
| Phú Hòa      | 61,53           | 36.781         |
| Phú Lâm      | 67,35           | 62.355         |
| Phú Lý       | 279,00          | 15.992         |
| Phú Nghĩa    | 279,40          | 33.920         |
| Phú Riềng    | 117,37          | 36.232         |
| Phú Trung    | 172,03          | 13.585         |
| Phú Vinh     | 69,45           | 31.328         |
| Phước An     | 170,72          | 51.088         |
| Phước Sơn    | 386,56          | 31.005         |
| Phước Thái   | 85,86           | 55.914         |

| Tên        | Diện tích (km²) | Dân số (người) |
| ---------- | --------------- | -------------- |
| Sông Ray   | 65,60           | 31.346         |
| Tà Lài     | 83,34           | 34.158         |
| Tân An     | 80,24           | 39.291         |
| Tân Hưng   | 204,66          | 35.498         |
| Tân Khai   | 161,79          | 36.140         |
| Tân Lợi    | 379,78          | 22.774         |
| Tân Phú    | 105,81          | 76.765         |
| Tân Quan   | 148,31          | 30.385         |
| Tân Tiến   | 147,47          | 38.550         |
| Thanh Sơn  | 315,40          | 33.342         |
| Thiện Hưng | 110,97          | 35.041         |
| Thọ Sơn    | 307,69          | 21.457         |
| Thống Nhất | 120,07          | 71.665         |
| Thuận Lợi  | 167,23          | 23.655         |
| Trảng Bom  | 68,77           | 92.712         |
| Trị An     | 660,46          | 51.028         |
| Xuân Bắc   | 96,44           | 44.866         |
| Xuân Định  | 52,29           | 36.870         |
| Xuân Đông  | 107,97          | 47.623         |
| Xuân Đường | 82,11           | 26.565         |
| Xuân Hòa   | 305,96          | 78.491         |
| Xuân Lộc   | 140,50          | 104.304        |
| Xuân Phú   | 55,63           | 29.608         |
| Xuân Quế   | 92,91           | 21.189         |
| Xuân Thành | 122,71          | 22.007         |

## Kinh tế - xã hội

### Kinh tế
Năm 2020, Đồng Nai là đơn vị hành chính Việt Nam đông thứ năm về số dân, xếp thứ ba về Tổng sản phẩm trên địa bàn (GRDP), xếp thứ sáu về GRDP bình quân đầu người, đứng thứ 19 về tốc độ tăng trưởng GRDP. Với 3.097.107 người dân, GRDP đạt gần 400.000 tỉ Đồng (tương ứng 17.2 tỉ USD), GRDP bình quân đầu người đạt 124 triệu đồng (tương ứng với 5.300 USD), tốc độ tăng trưởng GRDP dự kiến đạt trên 9,0%.
Đồng Nai là một tỉnh cửa ngõ đi vào vùng kinh tế Đông Nam Bộ – vùng kinh tế phát triển và năng động  nhất cả nước. Trong đó, Đồng Nai là một trong ba góc nhọn của tam giác phát triển Thành phố Hồ Chí Minh – Bình Dương – Đồng Nai. Đồng Nai có nhiều cụm công nghiệp nghề truyền thống và hơn 32 khu công nghiệp đã được Thủ tướng Chính phủ phê duyệt và đi vào hoạt động như Long Thành, An Phước, Nhơn Trạch II, Biên Hòa II, Amata,...
Năm 2011, mặc dù kinh tế xã hội gặp nhiều khó khăn thách thức, tuy nhiên tổng sản phẩm nội địa (GDP) trên địa bàn tỉnh Đồng Nai tăng vẫn 13,32% so với năm 2010, trong đó, dịch vụ tăng 14,9%, nông, lâm nghiệp và thủy sản tăng 3,9% công nghiệp - xây dựng tăng 14,2%.
Quy mô GDP năm 2011 toàn tỉnh đạt 96.820 tỷ đồng, GDP thu nhập bình quân đầu người|bình quân đầu người đạt 36,6 triệu đồng, các mục tiêu phát triển kinh tế xã hội, an ninh quốc phòng của tỉnh hầu hết đều đạt và vượt các chỉ tiêu đề ra. Cơ cấu kinh tế của tỉnh chuyển dịch theo hướng tích cực, công nghiệp - xây dựng chiếm 57,3%, nông, lâm nghiệp và thủy sản chiếm 7,5%, dịch vụ chiếm 35,2%. Kim ngạch xuất khẩu đạt 9,8 tỷ USD, tăng 30,3% so với cùng kỳ, thu ngân sách trên địa bàn đạt 22.641,2 tỷ đồng. đầu tư nước ngoài (FDI) đạt 900 triệu USD, vốn đầu tư trong nước đạt 15.000 tỷ đồng... Cũng trong năm 2011, toàn tỉnh có 5.200 lượt hộ nghèo được vay vốn với số tiền 67 tỷ đồng. Số hộ nghèo năm 2011 giảm 7.800 hộ, hạ tỷ lệ hộ nghèo xuống còn 5%.
Trong 9 tháng đầu năm 2012, theo đánh giá, hầu hết các lĩnh vực đều tăng chậm hơn so với cùng kỳ các năm trước do ảnh hưởng từ những khó khăn chung của nền kinh tế trong và ngoài nước, ngoại trừ lĩnh vực thu hút vốn đầu tư nước ngoài vẫn tăng mạnh. Sản xuất công nghiệp trong 9 tháng tăng hơn 7% với 12 ngành công nghiệp tăng và 4 ngành giảm. Tăng trưởng GDP của tỉnh đạt 11,87% so với cùng kỳ năm 2012, đạt trên 70% kế hoạch, trong đó lĩnh vực dịch vụ tăng cao nhất với 14,51% so với cùng kỳ. Ngoài ra, tổng mức bán lẻ tăng 20% so với 9 tháng đầu năm 2011, chỉ số giá tiêu dùng tăng 6.14% so với cuối năm 2011. Xuất khẩu 9 tháng đầu năm 2012 đạt trên 7,9 tỷ USD, nhập khẩu đạt hơn 7,5 tỷ USD. Đến 2019, GDP Đồng Nai là 3.720 USD/người tương đương khoảng 60,4 triệu đồng, tỷ lệ hộ nghèo năm 2019 còn 9.200, chiếm khoảng 1,8% trong tổng số hộ. 
Về nông nghiệp, Đồng Nai là thủ phủ sản xuất chè, cà phê, ca cao, cam, bưởi, quýt, sầu riêng, chôm chôm, măng cụt,... Đồng Nai là tỉnh có đàn lợn lớn nhất cả nước với gần 1 triệu con, và có đàn trâu bò lớn thứ 2 với 185.000 con. Đồng Nai là tỉnh đầu tiên của cả nước mà 100% xã, huyện, thành phố đều đạt chuẩn nông thôn mới. Vì vậy nông nghiệp Đồng Nai phát triển mạnh mẽ, là nguồn cung hàng hoá cho các khu vực lân cận và xuất khẩu. Đây là tỉnh có sản lượng nông nghiệp lớn nhất Đông Nam Bộ và là một trong những tỉnh sản xuất ra khối lượng nông sản lớn nhất Việt Nam.
Năm 2018, Giá trị sản xuất của thủy sản so với Tổng giá trị sản xuất của Nông nghiệp – Lâm nghiệp – Thủy sản  là 8,8%. Năm 2019, chỉ số sản xuất công nghiệp tăng 8,7%, giá trị sản xuất nông lâm thủy sản tăng 2,7%. Thu ngân sách đạt 54.431 tỉ đồng, đạt 100% so với  dự toán được giao, chi ngân sách đạt 22.509 tỉ đồng, đạt 109% so với dự toán. Tổng mức bán lẻ, doanh thu dịch vụ đạt 173,6 ngàn tỉ đồng, tăng 11,7% so với cùng kì và đạt kế hoạch năm. Kim ngạch xuất khẩu đạt 19,7 tỉ USD, tăng 7,1% so với cùng kì; kim ngạch nhập khẩu đạt 16,5 tỉ USD, tăng 2,1% so với cùng kì. Năm 2019, Đồng Nai xuất siêu khoảng 3,2 tỉ USD. Huy động vốn đầu tư phát triển đạt 91.335 tỉ đồng. Thu hút đầu tư trong nước đạt 34 nghìn tỉ đồng, đạt 340% kế hoạch năm, tăng 23,6% so với cùng kì. Lũy kế đến nay, trên địa bàn tỉnh có 917 dự án với tổng vốn khoảng 325.000 tỉ đồng. Tổng vốn đầu tư nước ngoài dự ước đạt 1.450 triệu USD, đạt 145% so với kế hoạch, bằng 75,7% so với cùng kì. Lũy kế đến nay, trên địa bàn tỉnh có 1.457 dự án còn hiệu lực với số vốn đăng kí khoảng 30 tỉ USD.
Công tác đăng kí doanh nghiệp: Năm 2019 ước đạt 3.850 doanh nghiệp đăng kí thành lập mới, tăng 9,4% so với cùng kì, tổng vốn đăng kí ước đạt 34.000 tỉ đồng. Đến nay, trên địa bàn tỉnh có khoảng 38000 doanh nghiệp với tổng vốn đăng kí trên 264.000 tỉ đồng.

### Giáo dục
Tính đến thời điểm ngày 30 tháng 9 năm 2018 trên địa bàn toàn tỉnh Đồng Nai có 745 trường học, trong đó có Trung học phổ thông có 84 trường, Trung học cơ sở có 273 trường, Tiểu học có 362 trường, trung học có 23 trường, có 4 trường phổ thông cơ sở, bên cạnh đó còn có 327 trường mẫu giáo. Với hệ thống trường học như thế, nền giáo dục trong địa bàn tỉnh Đồng Nai cũng tương đối hoàn chỉnh, góp phần giảm thiểu nạn mù chữ trong địa bàn tỉnh. Trên địa bàn còn có cơ sở 2 của Trường Đại học Mở Tp Hồ Chí Minh ở phường Long Bình Tân, Tp Biên Hòa.

### Y tế
Đồng Nai là một trong những tỉnh có vị trí gần Thành phố Hồ Chí Minh nên có nhiều thuận lợi trong các lĩnh vực công nghệ khoa học, trong đó, mạng lưới y tế cũng rất phát triển. Cho đến nay, Đồng Nai đã thành lập được 11 bệnh viện tuyến huyện trên 11 huyện, thị xã và thành phố Biên Hòa.

#### Danh sách bệnh viện tại Đồng Nai
| - Bệnh viện Đa Khoa Đồng Nai - Bệnh viện Đa khoa Thống Nhất (Bệnh viện Thánh Tâm) - Bệnh viện Tâm thần Trung ương II (còn gọi là bệnh viện Biên Hòa) - Bệnh viện Nhi Đồng Đồng Nai - Bệnh viện Phổi tỉnh - Bệnh viện Y học cổ truyền - Bệnh viện 7B - Bệnh viện Da liễu Tỉnh | - Bệnh viện Đại học Y Dược Shing Mark - Bệnh viện Đa khoa Cao su Đồng Nai - Bệnh viện Đa Khoa Tp. Biên Hòa - Bệnh viện Đa Khoa KV. Long Khánh - Bệnh viện Phụ sản Âu Cơ - Bệnh viện Răng-Hàm-Mặt Việt Anh Đức - Bệnh viện đa khoa Tâm Hồng Phước - Bệnh viện Quốc tế Hoàn Mỹ Đồng Nai - Bệnh viện Hoàn Mỹ ITO Đồng Nai |

Bên cạnh đó còn có Hệ thống phòng khám và chăm sóc sức khỏe Quốc tế Sỹ Mỹ đã phần nào đáp ứng được nhu cầu của người dân trong tỉnh và các tỉnh lân cận khám chữa bệnh mà các bệnh viện, phòng khám khác không đáp ứng được nhu cầu.

## Dân cư

### Lịch sử phát triển dân số
| Năm  | Số dân (người) | Năm  | Số dân (người) | Năm  | Số dân (người) | Năm  | Số dân (người) | Năm  | Số dân (người) | Năm  | Số dân (người) |
| ---- | -------------- | ---- | -------------- | ---- | -------------- | ---- | -------------- | ---- | -------------- | ---- | -------------- |
| 1995 | 1.884.800      | 2000 | 2.054.100      | 2005 | 2.263.800      | 2010 | 2.575.100      | 2015 | 2.890.000      | 2020 | 3.177.400      |
| 1996 | 1.882.200      | 2001 | 2.093.700      | 2006 | 2.314.900      | 2011 | 2.665.100      | 2016 | 2.963.800      | 2021 | 3.169.100      |
| 1997 | 1.920.000      | 2002 | 2.132.200      | 2007 | 2.372.600      | 2012 | 2.720.800      | 2017 | 3.010.790      | 2022 | 3.255.810      |
| 1998 | 1.959.300      | 2003 | 2.176.100      | 2008 | 2.432.700      | 2013 | 2.771.420      | 2018 | 3.086.100      | 2023 |                |
| 1999 | 1.999.500      | 2004 | 2.220.500      | 2009 | 2.499.700      | 2014 | 2.768.700      | 2019 | 3.097.107      |      |                |

Tính đến năm 2019, dân số toàn tỉnh Đồng Nai đạt 3.097.107 người, mật độ dân số đạt 516,3 người/km², dân số thành thị chiếm 48.4%, dân số nông thôn chiếm 51.6%. Đây cũng là tỉnh đông dân nhất vùng Đông Nam Bộ với hơn 3 triệu dân (nếu không tính Thành phố Hồ Chí Minh). Đây là tỉnh có dân số đông thứ nhì ở miền Nam (sau Thành phố Hồ Chí Minh), đông thứ 5 cả nước (sau Thành phố Hồ Chí Minh, Hà Nội, Thanh Hóa, Nghệ An) và có dân số đô thị đứng thứ 4 cả nước (sau Thành phố Hồ Chí Minh, Hà Nội và Bình Dương). Tỉnh có diện tích lớn thứ nhì ở Đông Nam Bộ (sau Bình Phước) và thứ ba ở miền Nam (sau Bình Phước và Kiên Giang).
Theo thống kê của Tổng cục Thống kê Việt Nam, tính đến ngày 1 tháng 4 năm 2009, toàn tỉnh Đồng Nai có 51 dân tộc cùng người nước ngoài sinh sống. Trong đó người Kinh có 2.311.315 người, người Hoa có 95.162 người, người Nùng có 19.076 người, người Tày có 15.906 người, người Khmer có 7.059 người, còn lại là những dân tộc khác như Mường, Dao, Chăm, Thái... Ít nhất là người Si La và Ơ Đu chỉ có một người...Tỷ lệ đô thị hóa tính đến năm 2022 là hơn 45%.

### Tôn giáo
Tính đến ngày 1 tháng 4 năm 2019, toàn tỉnh Đồng Nai có 13 Tôn giáo khác nhau, nhiều nhất là Công giáo có 1.015.315 người, Phật giáo có 440.556 người, Đạo Cao Đài có 34.670 người, các tôn giáo khác như Tin Lành có 43.690 người, Hồi giáo 6.220 người, Phật giáo hòa hảo có 5.220 người, Tịnh độ cư sĩ Phật hội Việt Nam có 530 người, Đạo Tứ Ân Hiếu Nghĩa có 36 người, Minh Sư Đạo có 39 người, Bahá'í có 63 người, Bà-la-môn có 15 người, Minh Lý Đạo có 12 người, còn lại là đạo Bửu Sơn Kỳ Hương có hai người.
Tỉnh Đồng Nai là tỉnh có sự đa dạng về các đặc trưng tôn giáo, tín ngưỡng. Phần lớn dân cư theo sau Công cuộc Mở mang bờ cõi của Chúa Nguyễn và đánh dấu là sự khai hoang lập ấp của Nguyễn Hữu Cảnh. Cư dân ban đầu mang theo tín ngưỡng thờ cúng ông bà mà phần lớn người dân Việt Nam hiện nay đều có. Song song đó là sự có mặt của Phật giáo, Đạo giáo, Khổng giáo,... dần dần đến các cuộc chiến tranh Việt Nam chống ngoại ban xâm lược thì sự du nhập các tôn giáo, tín ngưỡng theo sự di dân do chiến tranh và hoàn cảnh bắt đầu xuất hiện.
Công giáo ra đời và phát triển mạnh mẽ đến ngày nay trên đất Đồng Nai là sau cuộc di dân năm 1954. Rồi dần, Phật giáo Hòa Hảo và Cao Đài, v.v.. dần xuất hiện theo sự di cư của người dân. Các nơi có đông giáo dân ở Đồng Nai là tp. Biên Hoà, huyện Trảng Bom, trải dài tới Xuân Lộc, Thống Nhất, Định Quán, Tân Phú, với hơn 900.000 giáo dân, Đồng Nai là nơi có số lượng người theo Công giáo rất lớn.
Hiện nay Đồng Nai là một địa bàn đa tôn giáo: Công giáo, Phật giáo, Tin Lành, Cao đài, Hòa Hảo, Hồi giáo... Trong đó, Công giáo và Phật giáo là hai tôn giáo có số lượng tín đồ đông nhất. Công giáo tập trung đông đúc ở TP. Biên Hòa và huyện Trảng Bom. Hiện tại (2019), Đồng Nai là địa phương có số người theo đạo Công giáo đông nhất cả nước với 1.015.315 giáo dân, chiếm 1/3 dân số trong toàn tỉnh (32,8%). Phật giáo phát triển mạnh sau sự kiện Thích Quảng Đức vị quốc thiêu thân năm 1963, làm phát khởi tinh thần Từ Bi - Trí tuệ của người Phật tử, hiện nay hàng loạt các ngôi chùa, tự viện, thiền viện được ra đời đáp ứng nhu cầu tu học của người dân, đăc biệt là Hệ thống Thiền viện thuộc Thiền Phái Trúc Lâm Việt Nam.

## Văn hóa - Du lịch

### Văn hóa
Câu lạc bộ bóng đá Đồng Nai
Đồng Nai và Bình Dương là hai tỉnh miền Đông Nam Bộ có nghề nghiệp truyền thống nổi tiếng là gốm sứ. Sản phẩm gốm sứ của Đồng Nai có nhiều loại và không giống như các sản phẩm gốm sứ truyền thống khác ở miền Bắc và miền Trung. Phương pháp nghệ thuật tạo hoa văn cho sản phẩm của gốm sứ Đồng Nai là kết hợp giữa khắc nét chìm và trổ thủng sản phẩm gốm rồi quét men nhưng không có sự phân biết nước men và màu ve.
Ngoài ra, Đồng Nai còn có nhiều nghề nghiệp thủ công nghiệp truyền thống như đan lát, mây tre lá nhờ nguồn tài nguyên là các rừng lá buông của địa phương, các làng nghề khác như bánh đa, hủ tíu, gò thùng thiếc làng Kim Bích.
Gia công đồ mỹ nghệ, làm các sản phẩm từ gỗ công nghệ, chế biến nông sản, sản xuất gạch ngói, đúc đồng, đúc gang... là những ngành nghề truyền thống nổi tiếng của Đồng Nai. Nắm bắt được thế mạnh này, Đồng Nai ra sức bảo vệ nghề truyền thống và thành lập các cụm công nghiệp nghề truyền thống, mở các lớp đào tạo nghề truyền thống là giải pháp then chốt và mới mẻ nhưng có tính cách lâu dài và là bước đi đúng đắn bảo vệ ngành nghề truyền thống trước sức ép phát triển của quá trình đô thị hóa, hội nhập kinh tế và đầu tư nước ngoài cho các ngành công nghiệp và dịch vụ hiện đại 

### Du lịch

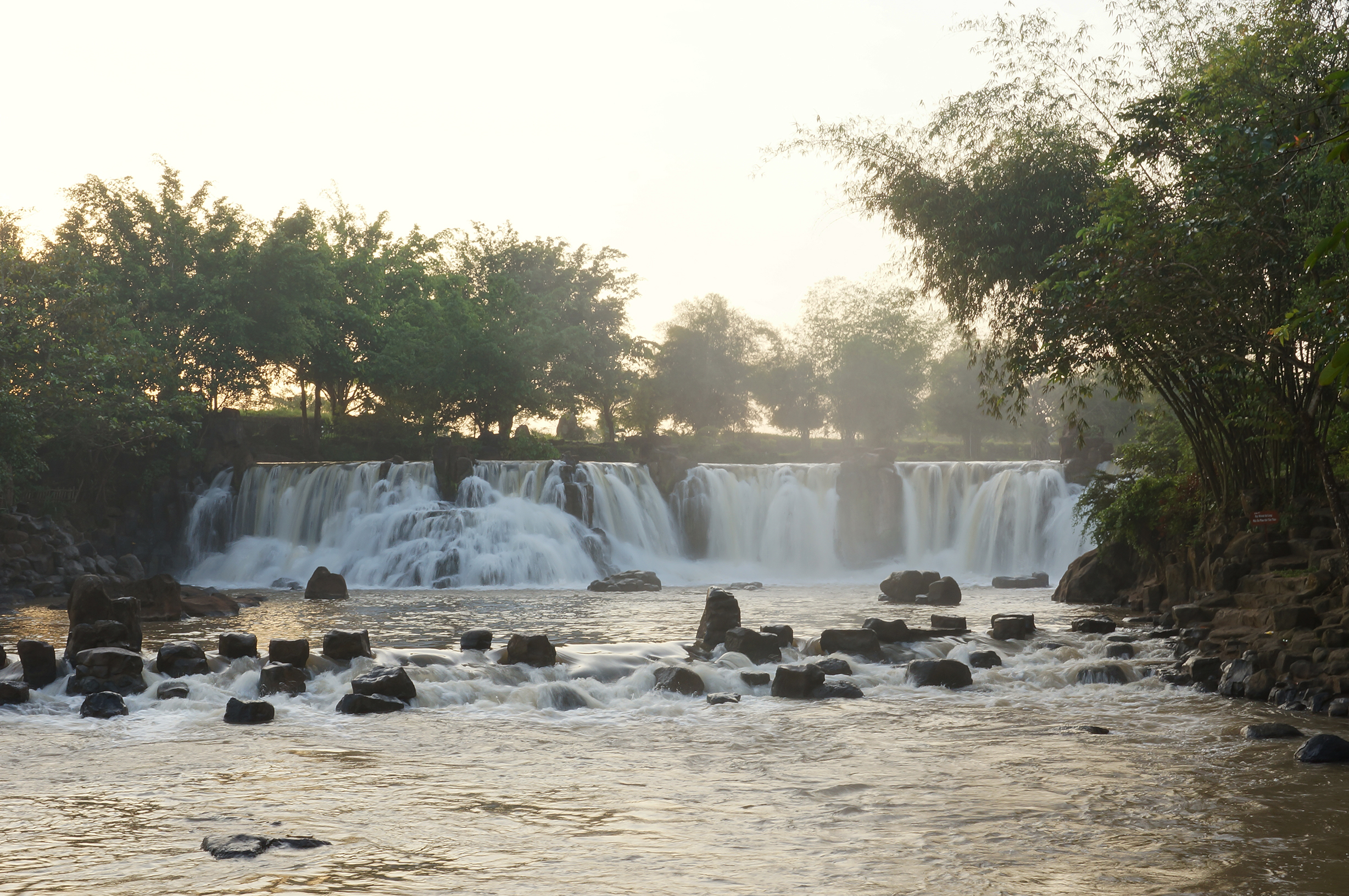
Thác Giang Điền ở
huyện Trảng Bom

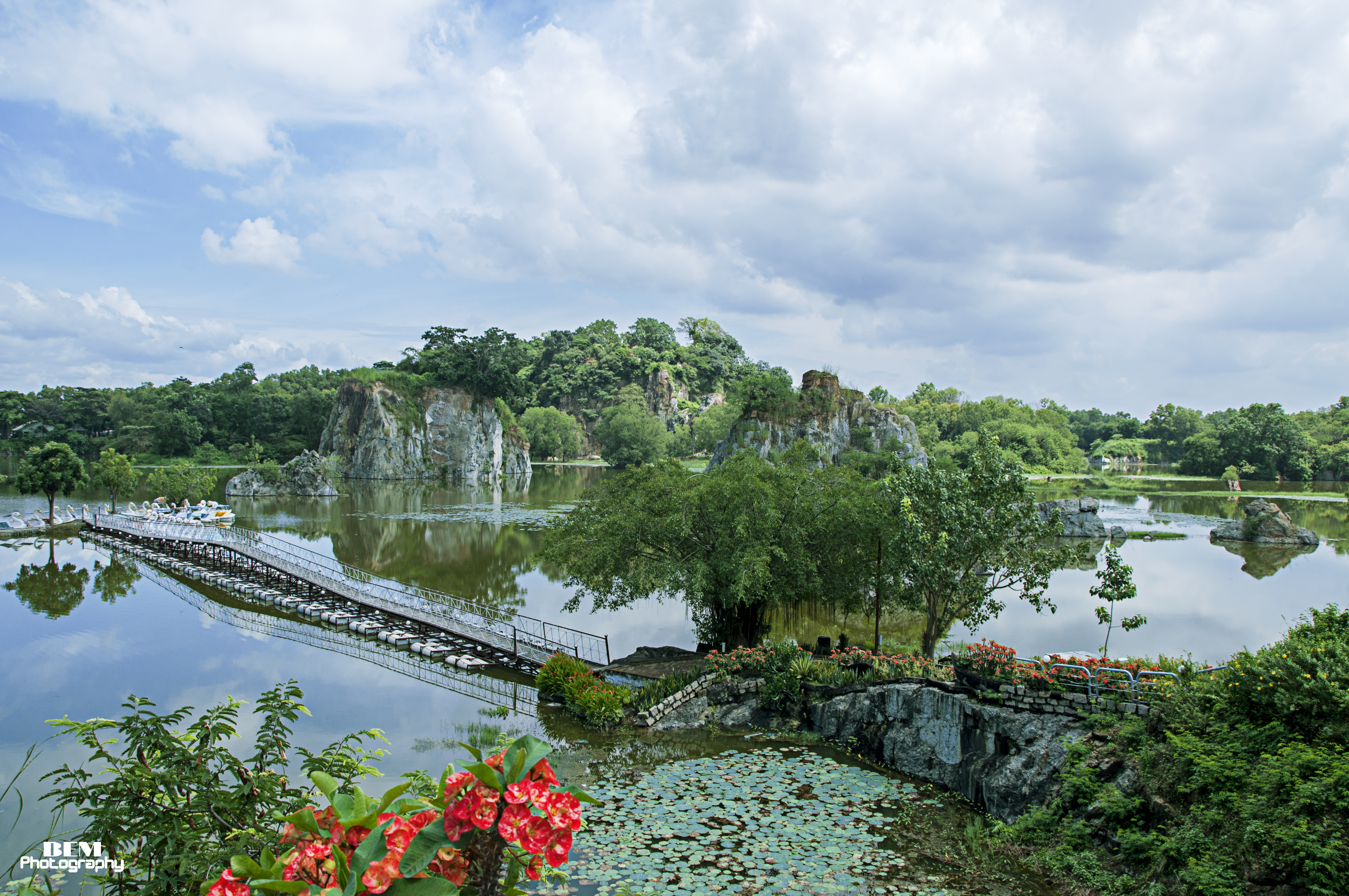
Khu du lịch Bửu Long nằm ở phường Bửu Long, cách trung tâm thành phố Biên Hòa 6km.

Đồng Nai có nhiều di tích lịch sử, văn hoá và các điểm du lịch có tiềm năng: Văn miếu Trấn Biên (Biên Hòa), đền thờ Nguyễn Hữu Cảnh, khu du lịch Bửu Long, khu du lịch ven sông Đồng Nai, Vườn quốc gia Nam Cát Tiên, làng bưởi Tân Triều, khu du lịch sinh thái Thác Mai - hồ nước nóng, Đảo Ó, chiến khu Đ, mộ cổ Hàng Gòn, đàn đá Bình Đa, khu du lịch thác Giang Điền, khu du lịch Long Châu Viên (Xuân Tân, Long Khánh), khu du lịch Vườn Xoài, khu di tích cấp quốc gia núi Chứa Chan (núi Gia Lào), Hồ Núi Le (Xuân Lộc), trung tâm hành hương Đức Mẹ núi Cúi (Gia Kiệm), khu du lịch Suối Mơ, làng du lịch Tre Việt, khu du lịch Bò Cạp Vàng, khu du lịch sinh thái Thủy Châu.

## Công trình kiến trúc

### Mốc thời gian của tòa nhà cao nhất
| Số năm cao nhất | Tòa nhà                     | Hình ảnh                                      | Chiều cao (m) | Vị trí                               |
| --------------- | --------------------------- | --------------------------------------------- | ------------- | ------------------------------------ |
| 2018 - Nay      | The Mira Central Park       | không khung                                   | 96            | Biên Hòa Phường Tân Tiến             |
| 2012 - 2018     | Tòa nhà Sonadezi            | Toà_nhà_Sonadezi,_an_bình,_biên_hoà,_đồng_nai | 91            | Biên Hòa Phường An Bình              |
| 2013-nay        | Tòa nhà Pegasus Plaza       |                                               | 86            | Biên Hòa Phường Quyết Thắng          |
| 2011 - 2012     | Long Thành Plaza            |                                               | 74            | Huyện Long Thành Thị trấn Long Thành |
| 2009 - 2011     | Aurora Hotel Plaza          |                                               | 47            | Biên Hòa Phường Tân Mai              |
| 1989 - 2009     | Tháp chuông nhà thờ Bùi Chu |                                               | 25            | Huyện Trảng Bom Xã Bắc Sơn           |
| 1967 - 1989     | Tháp nước Biên Hòa          |                                               | 20            | Biên Hòa Phường Thống Nhất           |
| 1837 - 1967     | Thành Biên Hòa              |                                               | 3,6           | Biên Hòa Phường Quang Vinh           |

## Kết nghĩa
- Tỉnh Hà Nam, Việt Nam
- Tỉnh Champasak, Lào
- Tỉnh Gyeongsangnam-do, Hàn Quốc.

## Giao thông

### Cơ sở hạ tầng giao thông
Đồng Nai là một tỉnh có hệ thống giao thông thuận tiện với nhiều tuyến đường huyết mạch quốc gia đi qua như Quốc lộ 1, quốc lộ 20, quốc lộ 51; tuyến đường sắt Bắc - Nam; gần cảng Sài Gòn, sân bay quốc tế Tân Sơn Nhất góp phần tạo điều kiện thuận lợi cho hoạt động kinh tế trong vùng cũng như giao thương với cả nước đồng thời có vai trò gắn kết vùng Đông Nam Bộ với Tây Nguyên. Các dự án đường sắt cao tốc Bắc Nam, đường cao tốc Bắc Nam, đường cao tốc Biên Hòa – Vũng Tàu và đường vành đai 3 vùng đô thị TP.HCM đều đi qua Đồng Nai .
Tuyến đường sắt Bắc Nam đi qua dài 87,5 km với 8 ga: Biên Hoà, Hố Nai, Trảng Bom, Dầu Giây, Long Khánh, Bảo Chánh, Gia Ray và Trảng Táo. Tuyến đường sắt này là mạch máu giao thông quan trọng nối liền các tỉnh phía Bắc và Thành phố Hồ Chí Minh. Cảng hàng không quốc tế Long Thành là cửa ngõ đường hàng không vào Việt Nam cho khu vực Đông Nam Á và thế giới. Về giao thông đường thủy thì trên địa bàn tỉnh Đồng Nai có 3 khu cảng gồm có Khu cảng trên sông Đồng Nai,Khu cảng trên sông Nhà Bè – Lòng Tàu, và Khu cảng trên sông Thị Vải. Trong đó Khu cảng trên sông Đồng Nai gồm có các cảng là Cảng Đồng Nai, cảng SCTGAS-VN và cảng VTGAS (sử dụng bốc xếp hàng lỏng quy mô cho tàu 1000 DWT), Cảng tổng hợp Phú Hữu II, Cảng tại khu vực Tam Phước, Tam An. Các cảng tại Khu cảng trên sông Nhà Bè – Lòng Tàu gồm có cảng gỗ mảnh Phú Đông, cảng xăng dầu Phước Khánh, cảng nhà máy đóng tàu 76, cảng tổng hợp Phú Hữu 1, cảng cụm Công nghiệp Vật liệu xây dựng Nhơn Trạch, cảng nhà máy dầu nhờn Trâm Anh, cảng VIKOWOCHIMEX, cảng Sun Steel – China Himent, và các cảng chuyên dùng khác. Các cảng Khu cảng trên sông Thị Vải gồm có cảng Phước An, cảng Phước Thái, cảng Gò Dầu A, cảng Gò Dầu B, cảng Super Phosphat Long Thành, cảng nhà máy Unique Gas.

### Các tuyến đường quốc lộ
Tỉnh Đồng Nai có 4 tuyến quốc lộ chính là Quốc lộ 13 , Quốc lộ 1, Quốc lộ 51, Quốc lộ 20, Quốc lộ 56.
- Chiều dài Quốc lộ 13 trên địa bàn tỉnh Đồng nai (tính theo số Km là từ Km 0 - Km 140 + 500 ) dài 149,5 km, là quốc lộ theo hướng Nam – Bắc, bắt đầu từ ngã 5 Đài Liệt sĩ Thành phố Hồ Chí Minh và đi qua các, Thành Phố và Huyện của (Tỉnh Bình Dương cũ), sau đó lại đi qua các Huyện, Xã của (Tỉnh Bình Phước cũ) kết thúc tại cửa khẩu Hoa Lư, (biên giới Việt Nam – Campuchia), quốc lộ 13 nối với quốc lộ 7 của Campuchia và quốc lộ này lại nối với quốc lộ 13 của Lào.
- Chiều dài Quốc lộ 1 trên địa bàn tỉnh Đồng Nai (tính theo số Km là từ Km 1770 - Km 1802) dài 102 km, chạy qua thành phố Biên Hòa (chiều dài đi qua là 13 km), 2 huyện: Trảng Bom (chiều dài đi qua là 19 km), Thống Nhất (chiều dài đi qua là 8 km), thành phố Long Khánh (chiều dài đi qua là 15 km), huyện Xuân Lộc (chiều dài đi qua là 47 km).
- Chiều dài Quốc lộ 51 trên địa bàn tỉnh Đồng Nai (tính theo số Km là từ Km0 - Km 38), dài 38 km, chạy qua thành phố Biên Hòa, (chiều dài đi qua là 15 km) huyện Long Thành (chiều dài đi qua là 23 km)
- Chiều dài Quốc lộ 20 trên địa bàn tỉnh Đồng Nai (tính theo số Km là từ Km0 - Km 75) dài 75 km, chạy qua 3 huyện: Thống Nhất (chiều dài đi qua là 20 km), Định Quán (chiều dài đi qua là 26 km, Tân Phú (chiều dài đi qua là 29 km)
- Chiều dài Quốc lộ 56 trên địa bàn tỉnh Đồng Nai (tính theo số Km là từ Km0 - Km 18]], dài 18 km, chạy qua thành phố Long Khánh (chiều dài đi qua là 4 km), huyện Cẩm Mỹ (chiều dài đi qua là 14 km).

Như vậy, các tuyến quốc lộ đều đi qua tất cả các địa phương của tỉnh trừ 2 huyện Vĩnh Cửu và Nhơn Trạch. Huyện Nhơn Trạch đang phát triển đô thị thành nên giao thông đang được hoàn thiện. Riêng huyện Vĩnh Cửu có khu bảo tồn thiên nhiên với các cánh rừng bạt ngàn được xem là lá phổi xanh của tỉnh, chính vì vậy mà hạn chế mở quốc lộ qua đây giúp góp phần bảo vệ sự trong lành của môi trường.

## Biển số xe
| 1. Đồng Xoài: 93-P1 2. Bình Long: 93-E1 3. Phước Long: 93-K1 4. Bù Đăng: 93-L1 5. Bù Đốp: 93-G1 6. Bù Gia Mập: 93-H1 7. Chơn Thành: 93-B1 8. Đồng Phú: 93-M1 9. Hớn Quản: 93-C1 10. Lộc Ninh: 93-N1 & 93-F1 11. Phú Riềng: 93-Y1 12. Biên Hòa: 60-AA • 60-B1-F1-F2-F3-F4 39-F1-F2-F3-F4-F5-F6-T1 13. Long Khánh: 60-AB; 60-B2 14. Tân Phú: 60-AC; 60-B3 15. Định Quán: 60-AD; 60-B4 60-H6 16. Xuân Lộc: 60-AE; 60-B5-H5 | 17. Cẩm Mỹ: 60-AF; 60-B6 18. Thống Nhất: 60-AH; 60-B7 19. Trảng Bom: 60-AK; 60-B8-H1 20. Vĩnh Cửu: 60-AL; 60-B9 21. Long Thành: 60-AM; 60-C1-G1 22. Nhơn Trạch: 60-AN; 60-C2 Lưu ý: Các biển số xe dưới đây chỉ để tham khảo vì sau ngày 01/07/2025 đã bãi bỏ Quận (Huyện), Thành Phố thuộc Tỉnh. |

Bênh cạnh Biên Hòa, Trảng Bom và Long Thành cũng là hai địa phương có lượng xe cơ giới lớn do sự phát triển của các địa phương và nhu cầu của người sử dụng. Huyện Trảng Bom và huyện Long Thành là 2 địa phương cấp huyện đầu tiên vượt qua mã biển số lần thứ 2 cụ thể là 60-H1 và 60-G1 của Đồng Nai nói riêng và khu vực phía Nam nói chung. Xuân Lộc cũng đã bước sang biển số mã 60-H5. Như vậy, Đồng Nai được xem là đơn vị cấp tỉnh có lượng xe cơ giới đông nhất cả nước và thứ 4 trên 63 tỉnh thành.

## Hình ảnh

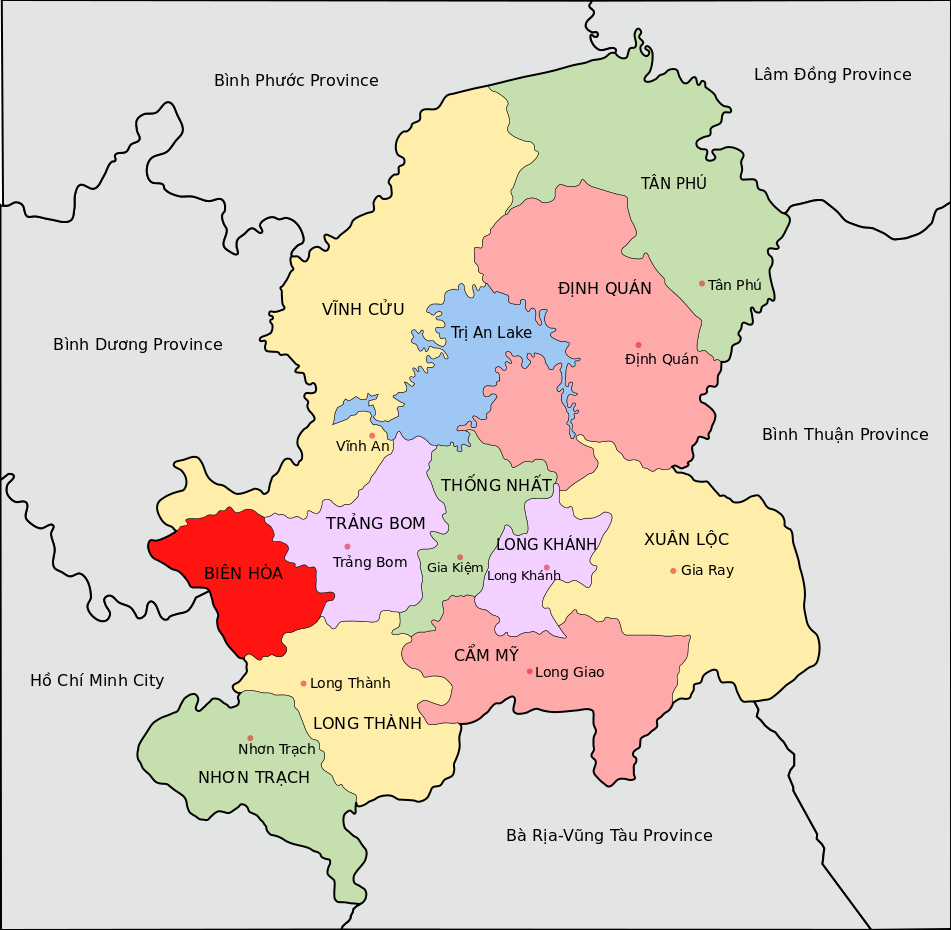
Bản đồ hành chính tỉnh Đồng Nai
Bản đồ hành chính tỉnh Đồng Nai sau ngày 1 tháng 7 năm 2025
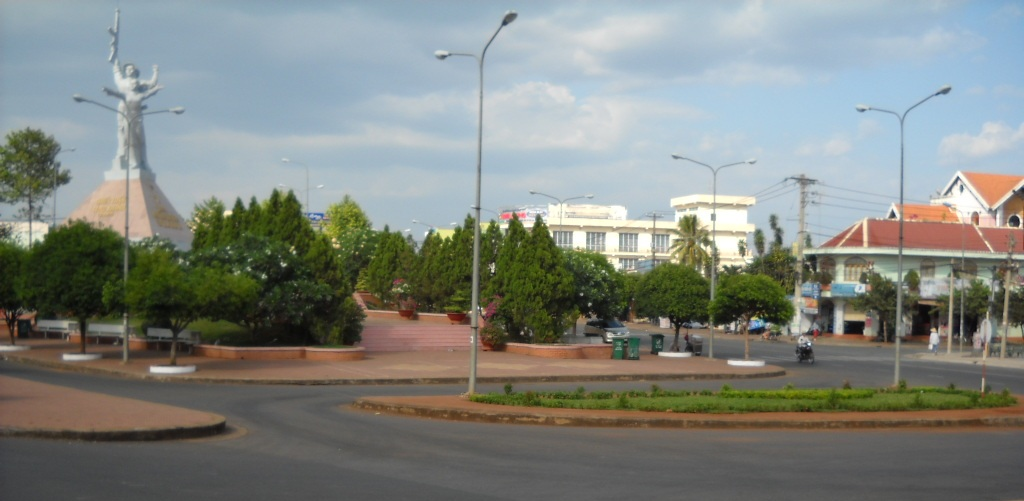
Trung tâm thành phố Long Khánh
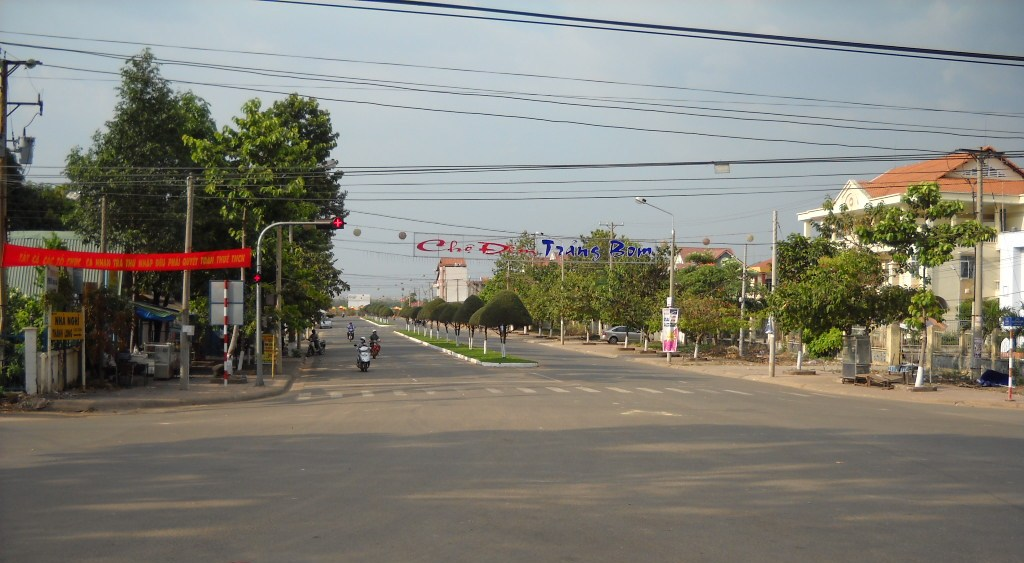
Thị trấn Trảng Bom, H.Trảng Bom
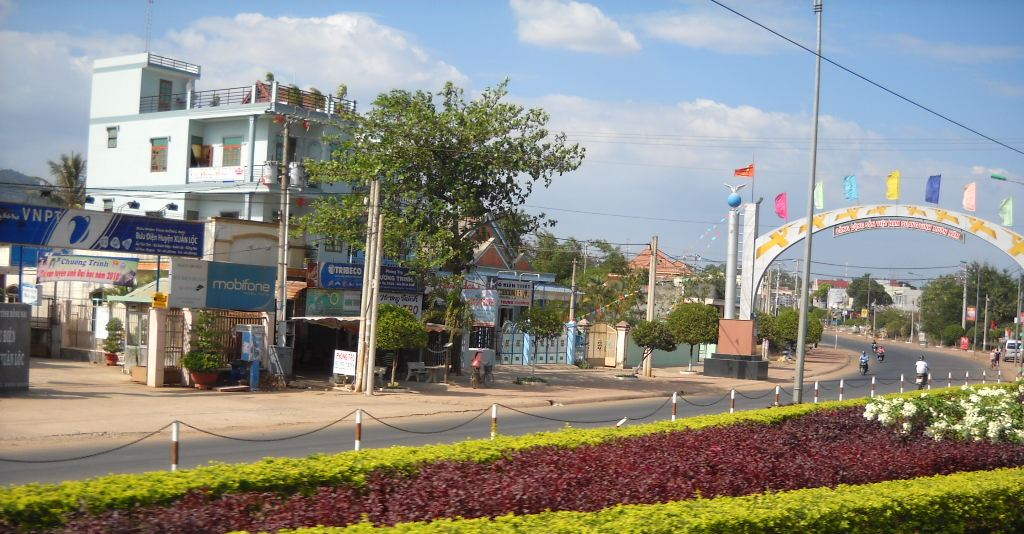
Thị trấn Gia Ray, H.Xuân Lộc
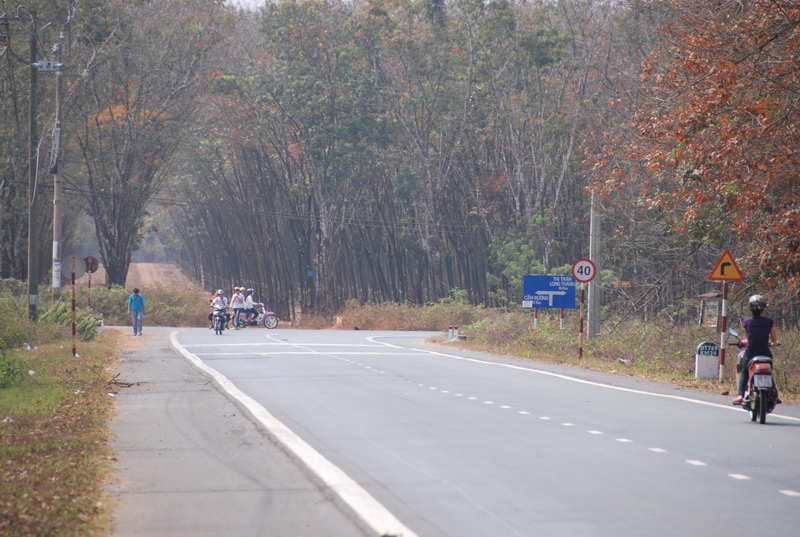
Rừng cây cao su ở H.Long Thành
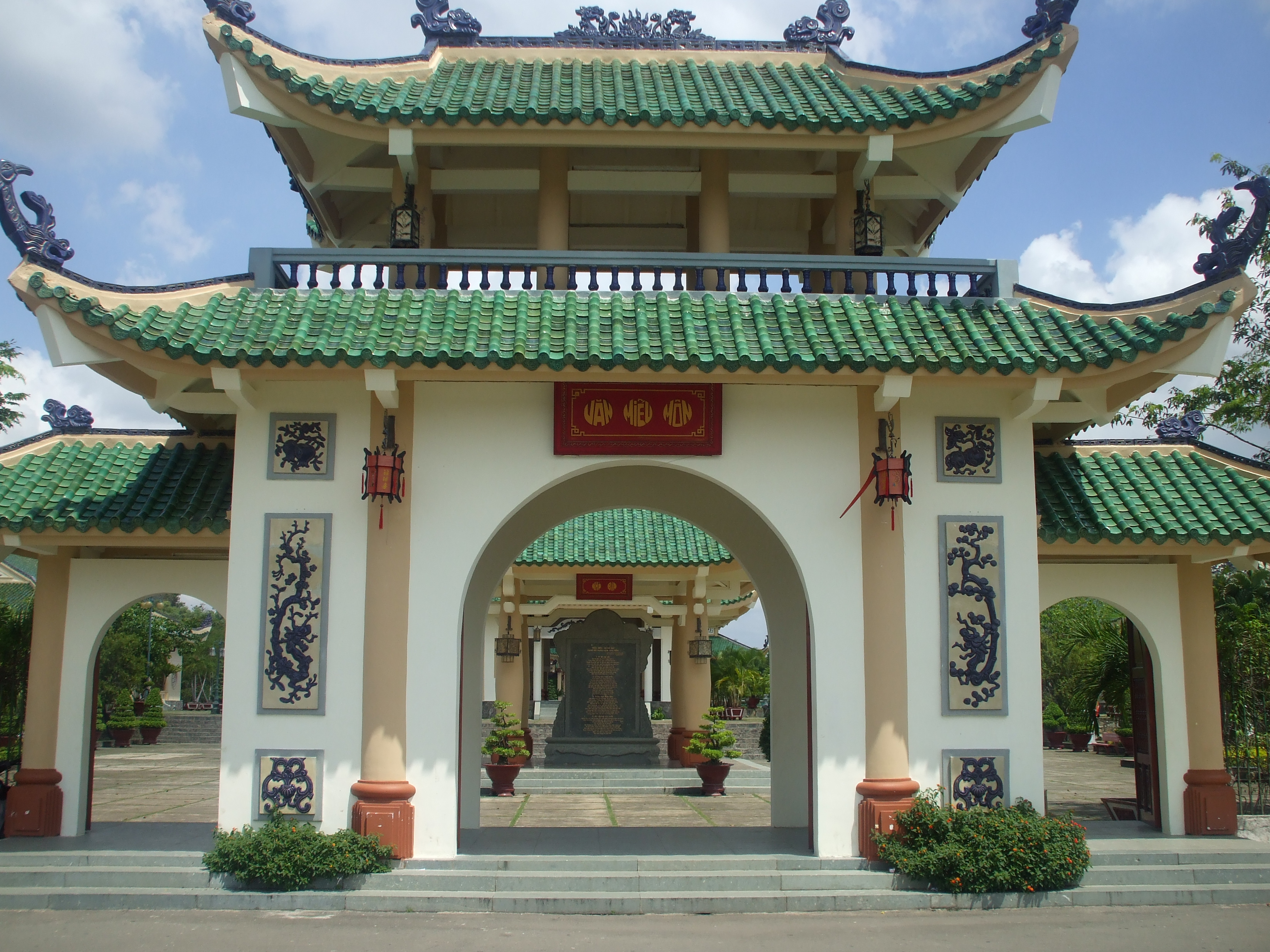
Cổng chính Văn Miếu Trấn Biên
Khuê Văn Các ở Văn Miếu Trấn Biên
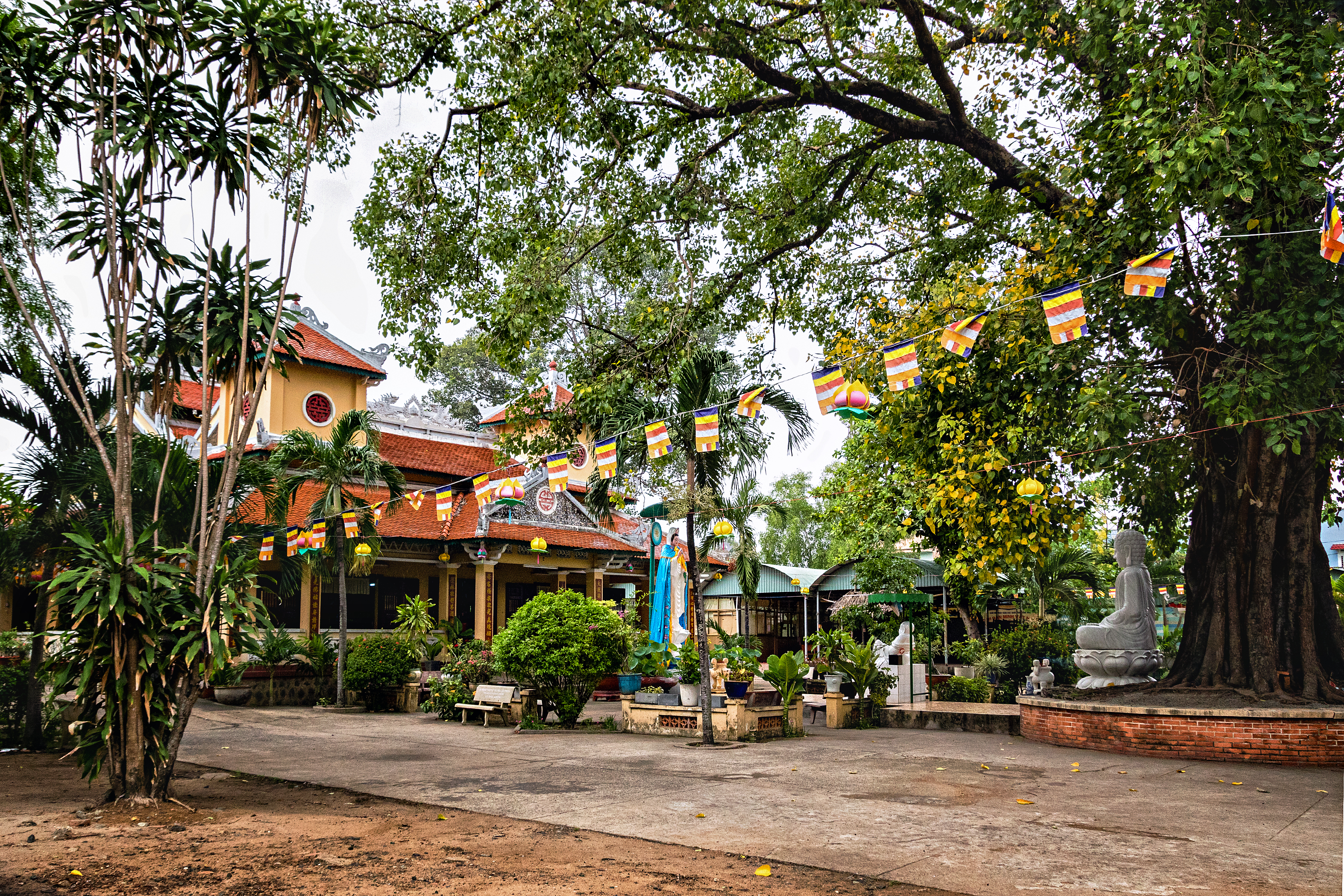
Chùa Đại Giác ở Tp Biên Hòa
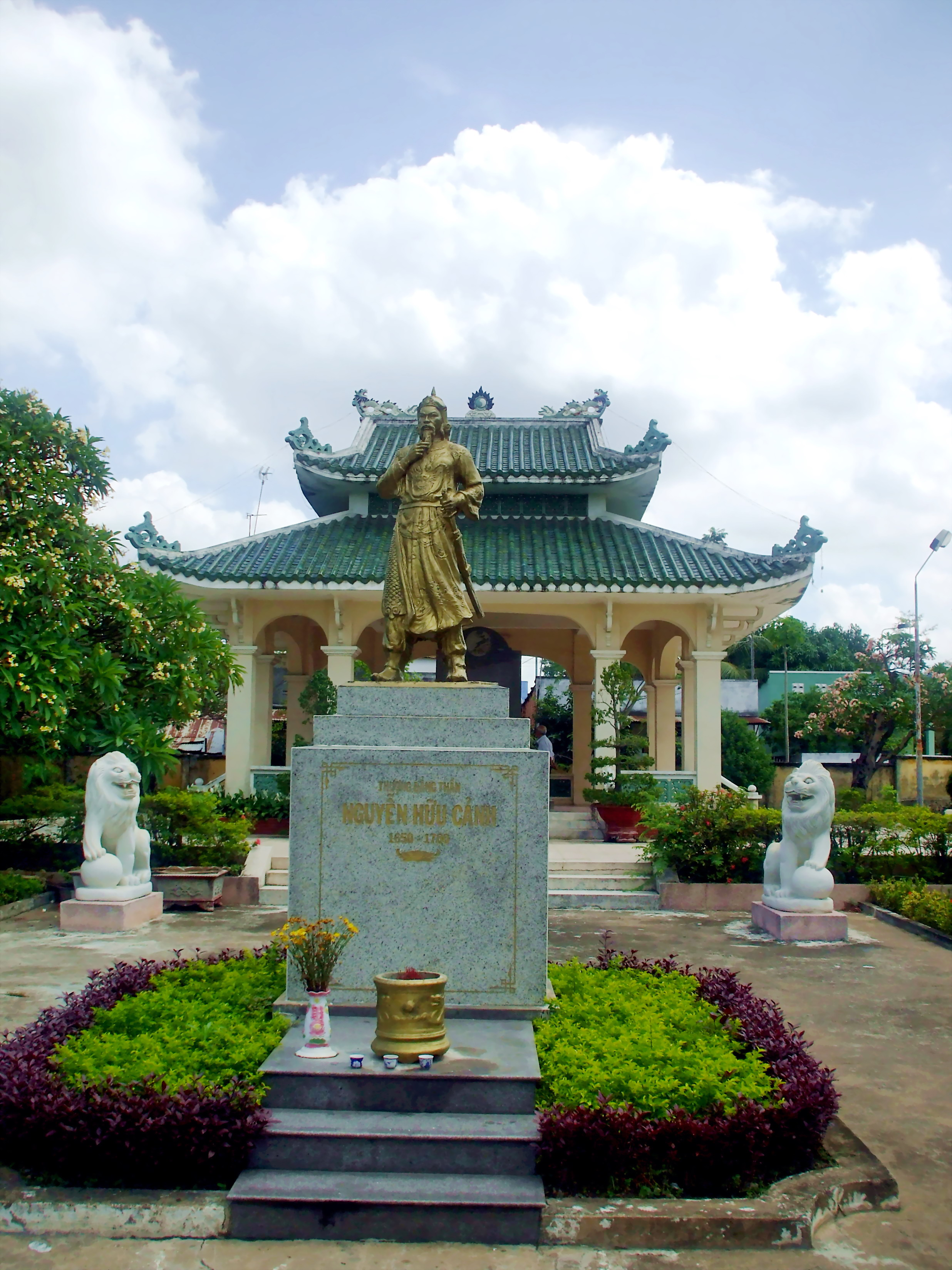
Đền Nguyễn Hữu Cảnh Cù lao Phố, B.Hòa
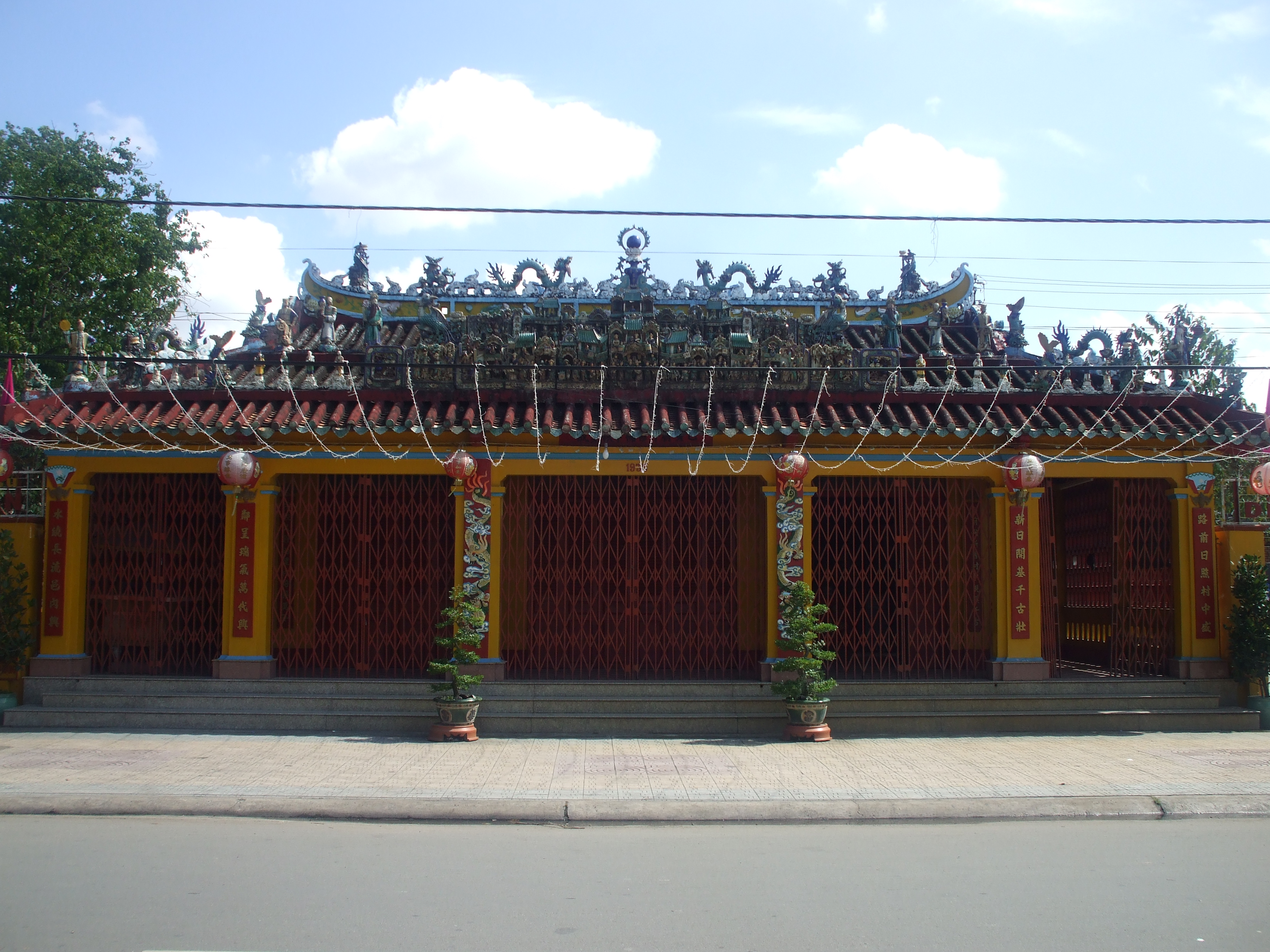
Đình Tân Lân ở Chợ Biên Hoà
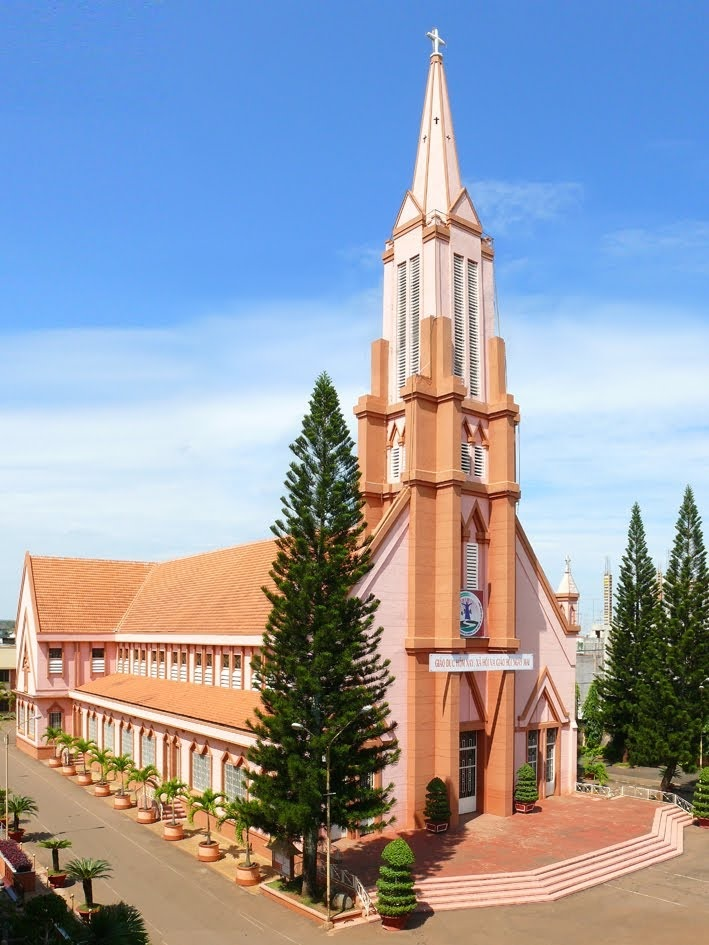
Nhà thờ chính tòa Xuân Lộc, Long Khánh
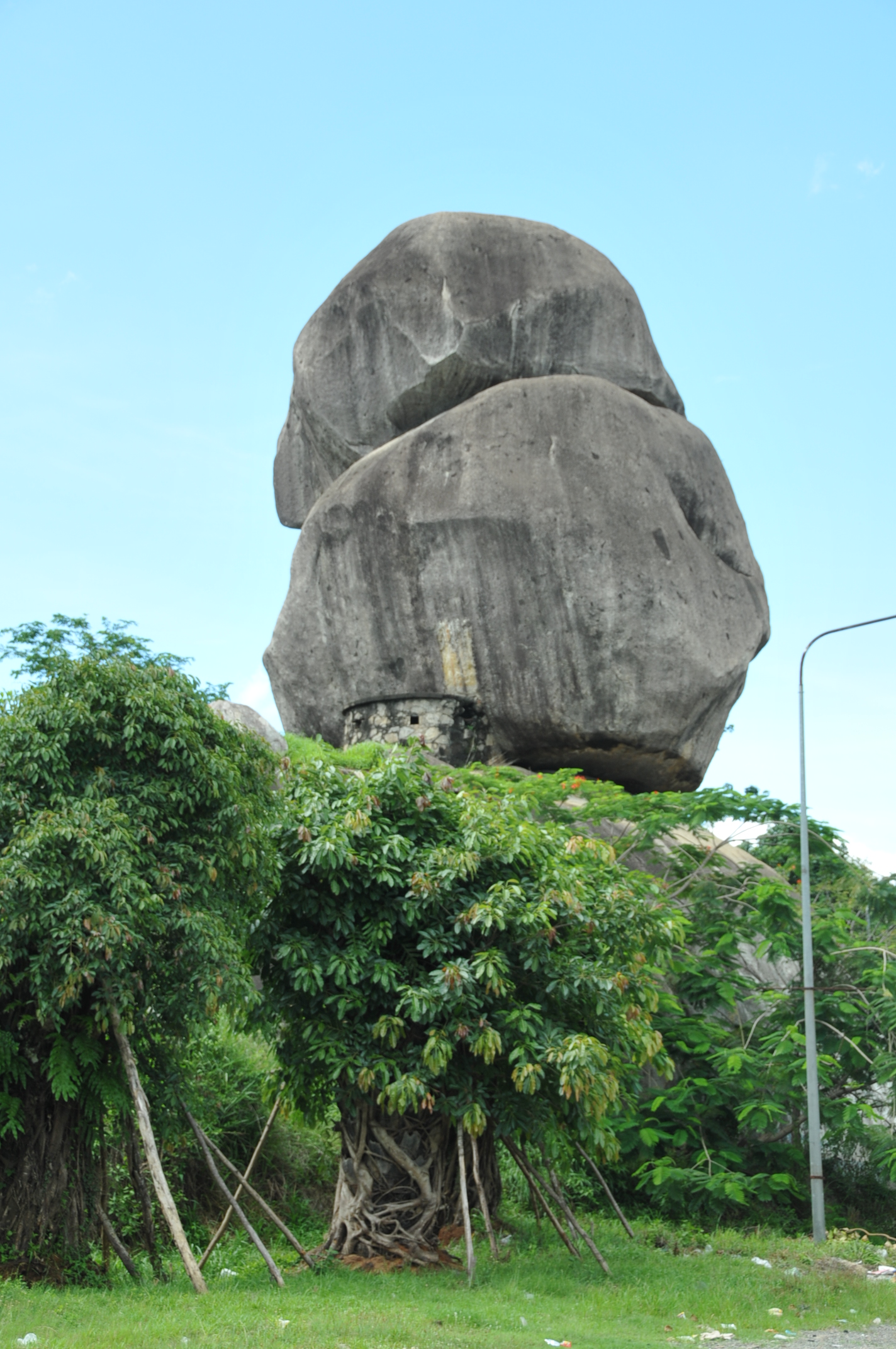
Đá Ba Chồng tại thị trấn Định Quán
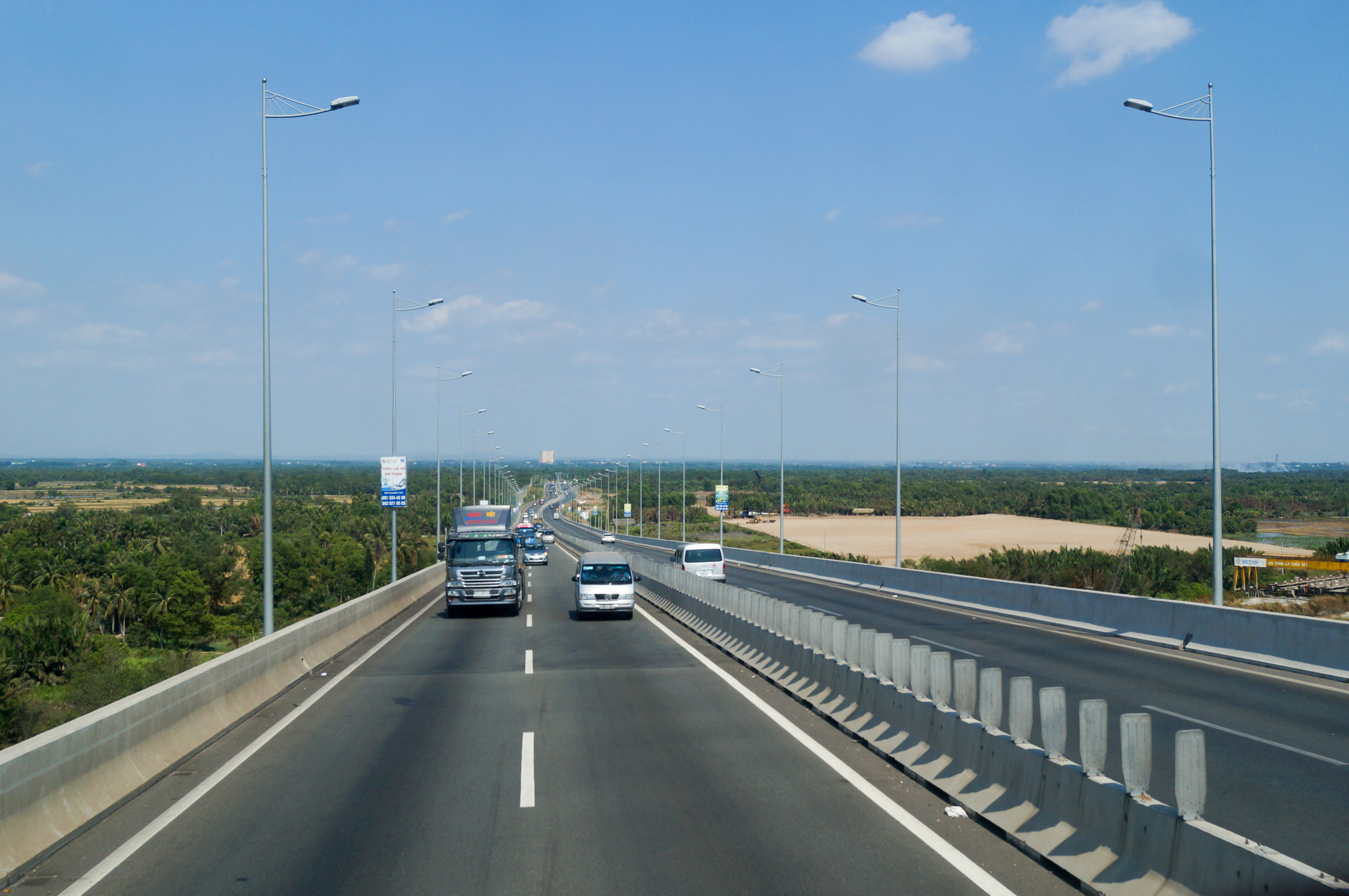
Cầu Long Thành trên Cao tốc Tp HCM - Long Thành - Dầu Giây
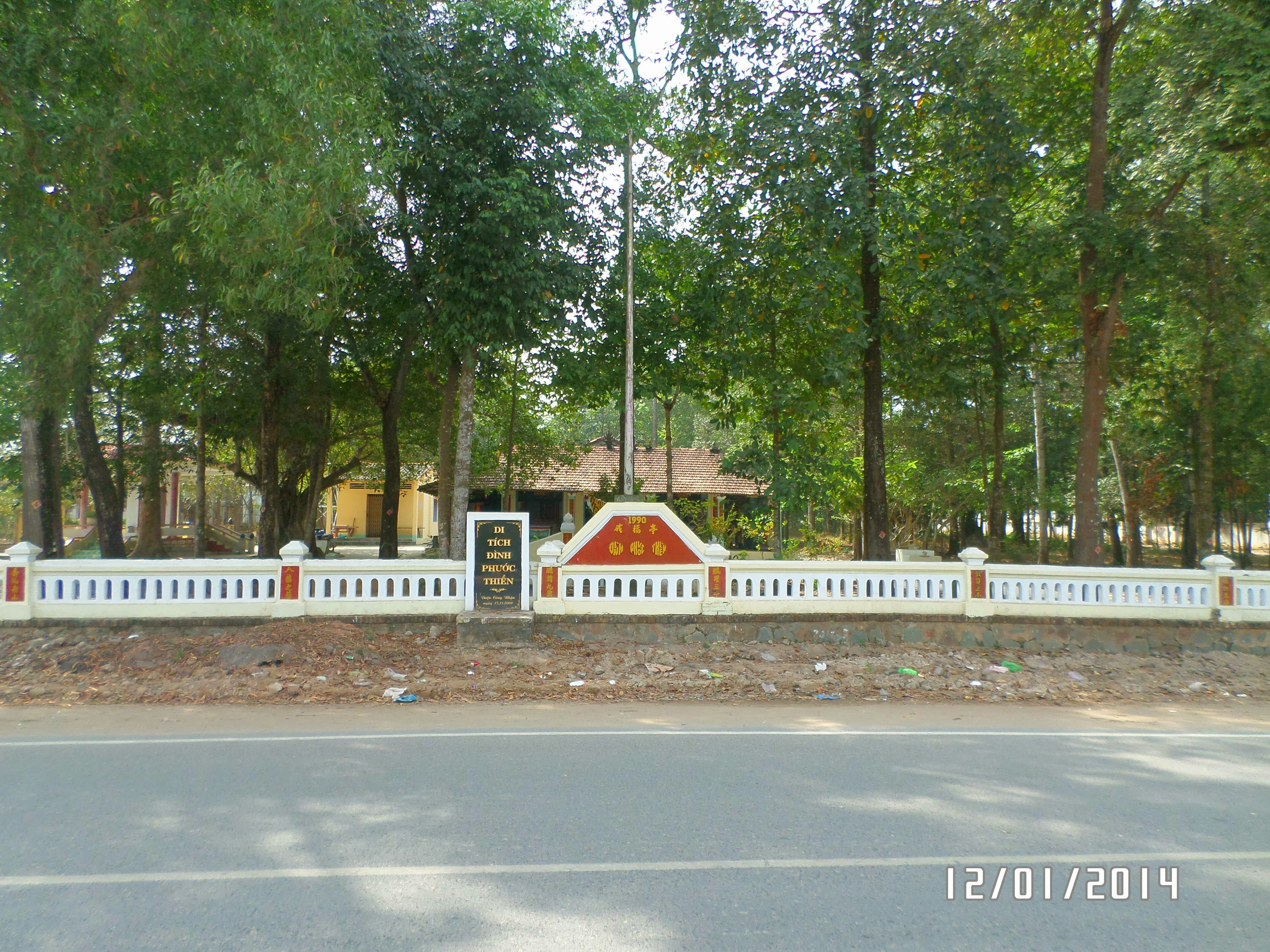
Di tích cấp tỉnh Đình Phước Thiền, huyện Nhơn Trạch